# Nedre nackleden

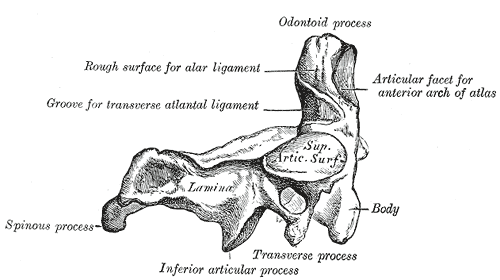
Lateral vy av axis med övre, höger ledyta närmast i bild framför dens axis. De främre och bakre ledytorna på dens markerade i svart.
Illustration: Gray's Anatomy, 1918. (PD)

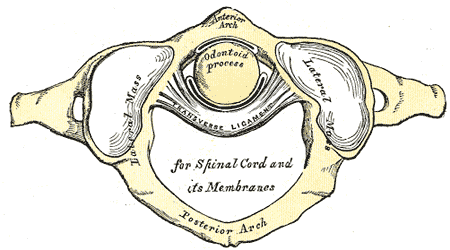
Kraniell vy av leden mellan atlas och dens axis. Atlas laterala ledytor mot occipitalbenet i vitt.
Illustration: Gray's Anatomy, 1918. (PD)

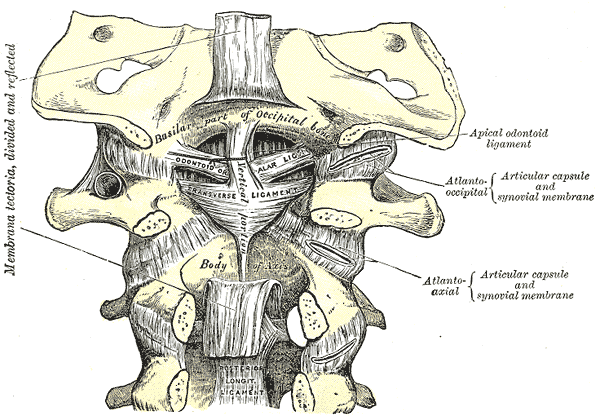
Dorsal vy av occipitalben, atlas och axis. Kotornas bakre bågar och m. tectoria har avlägsnats för att exponera lig. cruciforme i bildens centrum. Dessa ligament täcker dens axis som därför inte syns i bild.
Illustration: Gray's Anatomy, 1918. (PD)

Nedre nackleden eller atlantoaxialleden (latin: articulatio atlantoaxialis, articulatio atlantoepistrophica) är, i människans kropp, den sammansatta led i nacken som förbinder ringkotan (atlas, den översta halskotan) med tappkotan (axis, den näst översta halskotan). Det är i den nedre nackleden som en stor del av kraniets vridning i horisontalplanet sker.
Den nedre nackleden har en komplicerad uppbyggnad och består av tre leder och fyra ledförbindelser. Då huvudet roteras vrids ringkotan kring tappkotans cylinderformade, vertikala utskott (dens axis). I denna mediala vridled (art. atlanto-axialis mediana) artikulerar dens axis framåtriktade ledyta mot insidan på ringkotans främre båge och dens axis baksida ledar mot ringkotans mycket starka transversella ligament (lig. transversum atlantis). På tappkotans ovansida och ringkotans undersida finns laterala ledfasetter som bildar två glidleder, art. atlanto-axialis lateralis
Lig. transversum atlantis uppgift är att förhindra att dens axis böjs bakåt så att förlängda märgen (medulla oblongata) skadas. Från ligamentets ovan- och undersidor sträcker sig betydligt svagare ligament uppåt och nedåt. Den övre fäster i stora nackhålets (foramen magnum) främre kant. Den nedre på dens axis baksida. Tillsammans bildar dessa ligament en korsform som kallas lig. cruciforme atlantis.
Ovanpå lig. cruciforme finns flera ligament som ytterligare stärker leden. Två tjocka, fibrösa ligament, alarialigamenten (ligg. alaria), sträcker sig från stora nackhålets laterala sidor ned till de laterala sidorna på dens axis. Ligg. alaria begränsar rotationsrörelserna i leden till 30° åt vänster respektive höger. Den betydligt svagare lig. apicis dentis sträcker sig från nackhålets framkant till toppen av dens.
Denna "ligamentapparat" täcks dorsalt av membrana tectoria och den hårda ryggmärgshinnan (dura mater).